# Associazione Sportiva Bari 1980-1981
Questa voce raccoglie le informazioni riguardanti l'Associazione Sportiva Bari nelle competizioni ufficiali della stagione 1980-1981.

## Divise
È ancora la Pouchain a disegnare le divise dei biancorossi, non molto diverse da quelle della stagione precedente.
| Casa | Trasferta A | Trasferta B |

## Organigramma societario
Area direttiva
- Presidente: Antonio Matarrese
- Segretario: Filippo Nitti

Area tecnica
- Direttore sportivo: Carlo Regalia
- Allenatore: Antonio Renna, dalla 28ª giornata Enrico Catuzzi[2]
- Allenatore in seconda: Biagio Catalano

## Rosa
| N. |                   | Ruolo | Calciatore         |
| -- | ----------------- | ----- | ------------------ |
| -  | Italia (bandiera) | P     | Giovanni Caffaro   |
| -  | Italia (bandiera) | P     | Marcello Grassi    |
| -  | Italia (bandiera) | P     | Angelo Venturelli  |
| -  | Italia (bandiera) | D     | Leonardo Bitetto   |
| -  | Italia (bandiera) | D     | Stefano Boggia     |
| -  | Italia (bandiera) | D     | Roberto Canestrari |
| -  | Italia (bandiera) | D     | Giorgio De Trizio  |
| -  | Italia (bandiera) | D     | Angelo Frappampina |
| -  | Italia (bandiera) | D     | Antonio La Palma   |
| -  | Italia (bandiera) | D     | Luigi Punziano     |
| -  | Italia (bandiera) | D     | Danilo Ronzani     |
| -  | Italia (bandiera) | D     | Rosario Sasso      |
| -  | Italia (bandiera) | C     | Roberto Bacchin    |

| N. |                   | Ruolo | Calciatore         |
| -- | ----------------- | ----- | ------------------ |
| -  | Italia (bandiera) | C     | Carmelo Bagnato    |
| -  | Italia (bandiera) | C     | Giuliano Belluzzi  |
| -  | Italia (bandiera) | C     | Vito Curlo         |
| -  | Italia (bandiera) | C     | Carmelo La Torre   |
| -  | Italia (bandiera) | C     | Onofrio Loseto     |
| -  | Italia (bandiera) | C     | Vincenzo Tavarilli |
| -  | Italia (bandiera) | A     | Michele Catania    |
| -  | Italia (bandiera) | A     | Mauro Corrieri     |
| -  | Italia (bandiera) | A     | Luciano Gaudino    |
| -  | Italia (bandiera) | A     | Maurizio Iorio     |
| -  | Italia (bandiera) | A     | Luigi De Rosa      |
| -  | Italia (bandiera) | A     | Aldo Serena        |
| -  | Italia (bandiera) | A     | Angelo Mariano     |

## Risultati

### Campionato

#### Girone di andata
| 14 settembre 1980 1ª giornata | Milan | 1 – 0 | Bari |  |

| 21 settembre 1980 2ª giornata | Bari | 3 – 2 | Lecce |  |

| 28 settembre 1980 3ª giornata | Rimini | 3 – 1 | Bari |  |

| 5 ottobre 1980 4ª giornata | Bari | 1 – 0 | Lanerossi Vicenza |  |

| 12 ottobre 1980 5ª giornata | Palermo | 1 – 1 | Bari |  |

| 19 ottobre 1980 6ª giornata | Bari | 2 – 0 | SPAL |  |

| 26 ottobre 1980 7ª giornata | Taranto | 1 – 0 | Bari |  |

| 2 novembre 1980 8ª giornata | Verona | 2 – 2 | Bari |  |

| 9 novembre 1980 9ª giornata | Bari | 2 – 0 | Genoa |  |

| 16 novembre 1980 10ª giornata | Lazio | 3 – 0 | Bari |  |

| 23 novembre 1980 11ª giornata | Bari | 0 – 0 | Cesena |  |

| 30 novembre 1980 12ª giornata | Varese | 1 – 0 | Bari |  |

| 7 dicembre 1980 13ª giornata | Bari | 2 – 1 | Foggia |  |

| 14 dicembre 1980 14ª giornata | Bari | 1 – 4 | Catania |  |

| 21 dicembre 1980 15ª giornata | Pescara | 2 – 1 | Bari |  |

| 4 gennaio 1981 16ª giornata | Bari | 1 – 0 | Atalanta |  |

| 11 gennaio 1981 17ª giornata | Monza | 1 – 1 | Bari |  |

| 18 gennaio 1981 18ª giornata | Bari | 1 – 1 | Pisa |  |

| 25 gennaio 1981 19ª giornata | Sampdoria | 2 – 0 | Bari |  |

#### Girone di ritorno
| 8 febbraio 1981 20ª giornata | Bari | 1 – 1 | Milan |  |

| 15 febbraio 1981 21ª giornata | Lecce | 1 – 3 | Bari |  |

| 22 febbraio 1981 22ª giornata | Bari | 1 – 1 | Rimini |  |

| 1º marzo 1981 23ª giornata | Lanerossi Vicenza | 2 – 0 | Bari |  |

| 8 marzo 1981 24ª giornata | Bari | 2 – 0 | Palermo |  |

| 15 marzo 1981 25ª giornata | SPAL | 1 – 0 | Bari |  |

| 22 marzo 1981 26ª giornata | Bari | 1 – 1 | Taranto |  |

| 29 marzo 1981 27ª giornata | Bari | 1 – 1 | Verona |  |

| 5 aprile 1981 28ª giornata | Genoa | 1 – 0 | Bari |  |

| 12 aprile 1981 29ª giornata | Bari | 1 – 0 | Lazio |  |

| 18 aprile 1981 30ª giornata | Cesena | 2 – 0 | Bari |  |

| 26 aprile 1981 31ª giornata | Bari | 2 – 1 | Varese |  |

| 10 maggio 1981 32ª giornata | Foggia | 1 – 1 | Bari |  |

| 17 maggio 1981 33ª giornata | Catania | 1 – 0 | Bari |  |

| 24 maggio 1981 34ª giornata | Bari | 3 – 0 | Pescara |  |

| 31 maggio 1981 35ª giornata | Atalanta | 1 – 0 | Bari |  |

| 7 giugno 1981 36ª giornata | Bari | 3 – 0 | Monza |  |

| 14 giugno 1981 37ª giornata | Pisa | 1 – 1 | Bari |  |

| 21 giugno 1981 38ª giornata | Bari | 1 – 0 | Sampdoria |  |

## Statistiche

### Statistiche di squadra
| Competizione | Punti | Totale | Totale | Totale | Totale | Totale | Totale | DR |
| Competizione | Punti | G      | V      | N      | P      | Gf     | Gs     | DR |
| ------------ | ----- | ------ | ------ | ------ | ------ | ------ | ------ | -- |
| Serie B      | 37    | 38     | 13     | 11     | 14     | 40     | 41     | -1 |
| Coppa Italia | -     | 4      | 1      | 1      | 2      | 3      | 3      | 0  |
| Totale       | -     | 42     | 14     | 12     | 16     | 43     | 44     | -1 |

### Statistiche dei giocatori
| Giocatore   | Serie B  | Serie B | Serie B     | Serie B    |
| Giocatore   | Presenze | Reti    | Ammonizioni | Espulsioni |
| ----------- | -------- | ------- | ----------- | ---------- |
| Bacchin     | 32       | 5       | 2           | 2          |
| Bagnato     | 37       | 2       | 2           | -          |
| Belluzzi    | 33       | 1       | 3           | -          |
| Bitetto     | 32       | 1       | 1           | -          |
| Boggia      | 11       | -       | 1           | -          |
| Canestrari  | 30       | -       | 2           | 1          |
| Corrieri    | 1        | -       | -           | -          |
| Curlo       | 1        | -       | -           | -          |
| De Trizio   | 1        | -       | -           | -          |
| Frappampina | 25       | -       | 3           | -          |
| Gaudino     | 6        | 3       | -           | -          |
| Grassi      | 20       | -       | 1           | -          |
| Iorio       | 29       | 10      | 2           | 1          |
| La Palma    | 26       | -       | -           | -          |
| La Torre    | 12       | -       | -           | -          |
| Loseto      | 1        | -       | -           | -          |
| Mariano     | 10       | 2       | -           | -          |
| Punziano    | 34       | -       | 1           | -          |
| Ronzani     | 15       | -       | -           | -          |
| Sasso       | 34       | -       | 1           | 1          |
| Serena      | 35       | 10      | 1           | 1          |
| Tavarilli   | 33       | 1       | -           | 1          |
| Venturelli  | 20       | -       | -           | -          |